# Томашовка (Житомирская область)
Томашовка (укр. Томашівка) — село на Украине, находится в Хорошевском районе Житомирской области.
Население по переписи 2001 года составляет 48 человек. Почтовый индекс — 12131. Телефонный код — 4145. Занимает площадь 0,314 км².

## Адрес местного совета
12131, Житомирская область, Хорошевский р-н, с.Фасова, ул.Б.Хмельницкого, 39б